# Richard Riehle
Richard Riehle (* 12. května 1948 Menomonee Falls, Wisconsin) je americký herec.

## Život
Ve filmu se poprvé představil v roce 1977, nicméně pravidelně začal hrát až od roku 1989. Hrál např. v sitcomech Ferris Bueller (1990–1991), S dětmi na krku (2001–2005) a Married to the Kellys (2003)–2004), představil se v mýdlové opeře Mladí a neklidní (2007) a působil v internetovém seriálu Poor Paul (2008–2011). V mnoha dalších seriálech měl epizodní role (např. Quantum Leap, Roseanne, To je vražda, napsala, Právo v Los Angeles, Ally McBealová, Buffy, přemožitelka upírů, Nemocnice Chicago Hope, Diagnóza vražda, Sabrina – mladá čarodějnice, Columbo, Pohotovost, Kauzy z Bostonu, Dva a půl chlapa, aj.). Ve světě Star Treku se objevil ve třech seriálech: Star Trek: Nová generace (1992; jako Batai v epizodě „Vnitřní světlo“), Star Trek: Vesmírná loď Voyager (2000; jako Seamus Driscol v epizodách „Přístav v bouři“ a „Duchové“) a Star Trek: Enterprise (2004; jako doktor Jeremy Lucas v epizodách „Kryostanice 12“ a „Augmenti“). Hrál také např. ve filmech Glory (1989), Smažená zelená rajčata (1991), Zachraňte Willyho! (1993), Uprchlík (1993), Casino (1995), Strach a hnus v Las Vegas (1998), Mercury (1998), Banditi (2001), The Fluffer (2001), Mysterious Skin (2004), U nás na farmě (2004), Pozemšťan (2007), Halloween II (2009), Ženy sobě (2011), Transformers: Zánik (2014) nebo In Your Eyes (2014).